# Menhir von Dalarran Holm

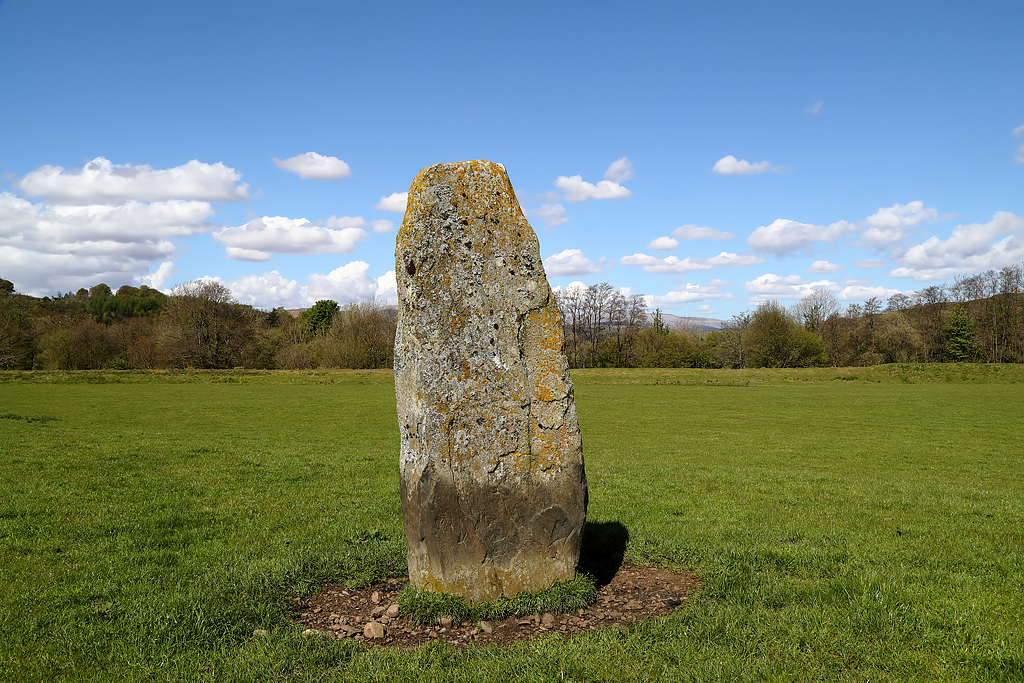
Menhir von Dalarran Holm

Der Menhir von Dalarran Holm (englisch Standing stone of Dalarran) steht auf einer Weide zwischen der A713 und dem Water of Ken, in Dalarran Holm, nördlich von New Galloway in Dumfries and Galloway in Schottland.

## Beschreibung
Der eher stelenartige Stein besteht aus Basalt (englisch Whinstone) und hat eine Höhe von etwa 2,4 m bei einer Breite von 1,0 m an der Basis und 0,6 m an der Oberseite, während die Dicke nur ca. 0,3 m beträgt. Die Spitze des Steins ist von der Natur oder durch Menschenhand  abgeflacht. Der Boden um die Basis ist leicht ausgehöhlt.

## Funde
Im Jahr 1971 wurden in unmittelbarer Nähe beim Pflügen mesolithische Funde gemacht. Sie umfassen über 100 Stücke aus Feuerstein und Abschläge, einschließlich einiger Klingen und Kerne sowie zwei Schaber, sowie ein großer Schaber aus Cumbrian-Stein. 
Einer der Lairds of Holm, grub in der Nähe des Steins ein antikes Schwert aus, welches bis vor kurzem in Familienbesitz war. 